# Hameur Bouazza
Pour les articles homonymes, voir Bouazza.
Ne doit pas être confondu avec Feham Bouazza.
Hameur Bouazza (en arabe : عامر بوعزة), né le 22 février 1985 à Évry en France, est un footballeur international algérien. Il joue au poste d'attaquant.
Mesurant 1,80 m pour 78 kg, Hameur Bouazza est un joueur physique avec une grosse pointe de vitesse.
Il compte 22 sélections et 3 buts en équipe nationale entre 2007 et 2013.

## Biographie

### En club

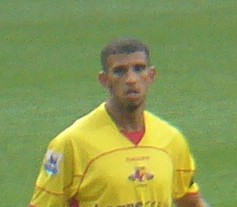
Bouazza sous le maillot de Watford FC.

Natif de la ville d'Évry en banlieue parisienne, Bouazza commence sa carrière professionnelle en club avec le Watford FC.
Le 18 août 2009, il s'engage pour deux ans en faveur du club turc de Sivasspor, pour le quitter… une semaine après. Il s'engage finalement avec l'équipe de Blackpool en Championship (D2 anglaise). 
Le 13 juillet 2010, il quitte l'Angleterre pour un retour en France en Ligue 1, en s'engageant pour deux saisons à l'AC Arles-Avignon. 
Lors du mercato d'hiver de 2011, il est prêté au club de Millwall FC et signe ainsi son retour dans le championnat anglais. Ses débuts sont convaincants et, le 19 avril 2011, le club annonce que le joueur est définitivement transféré et sous contrat jusqu'à l'été 2013.
En 2013, il signe avec l'Entente sportive de Sétif.
En 2014, Hameur Bouazza fait son retour en banlieue parisienne dont il est originaire. L'international algérien signe avec le Red Star qui évolue en National. Bouazza effectue une saison remarquable en faveur du club francilien, couronnée par un titre de champion et un accession en Ligue 2.
Le 12 janvier 2017, il rejoint l'Étoile du Sahel dans le championnat tunisien.

### En sélection nationale
Il reçoit sa première sélection en équipe nationale d'Algérie le 7 février 2007, lors de la rencontre Algérie-Libye. 
Il marque son premier but en équipe nationale contre le Mali le 20 novembre 2007 (victoire des Fennecs 3-2), puis son deuxième en Coupe d'Afrique des nations 2010 lors de la prolongation du quart de finale contre la Côte d'Ivoire qui permet à l'Algérie de se qualifier pour la demi-finale. 
Lors des qualifications pour la CAN 2012, il marque le but de l'égalisation contre la Tanzanie d'une frappe du pied gauche qui lobe le gardien. Cette égalisation est cependant insuffisante pour qualifier l’Algérie à la Coupe d'Afrique des nations.

#### Sélection nationale d'Algérie
Le tableau suivant liste les rencontres de l'équipe d'Algérie auxquelles Hameur Bouazza a participé, depuis le 7 février 2007 jusqu'à 26 janvier 2013.

### Buts internationaux
| Buts # | Date             | Stade                                           | Adversaire    | Score | Résultat | Compétition                                                        |
| ------ | ---------------- | ----------------------------------------------- | ------------- | ----- | -------- | ------------------------------------------------------------------ |
| 1      | 20 février 2007  | Stade Robert-Diochon, Rouen (France)            | Mali          | 3-2   | 3-2      | Amical                                                             |
| 2      | 24 janvier 2010  | Estàdio Chimandela, Cabinda (Angola)            | Côte d'Ivoire | 3-2   | 3-2      | Quart de finale de la coupe d'Afrique des nations de football 2010 |
| 3      | 3 septembre 2011 | William Mkapa Stadium, Dar es Salaam (Tanzanie) | Tanzanie      | 1-1   | 1-1      | Éliminatoires de la CAN 2012                                       |

### Statistiques
| Saison                | Club                     | Championnat           | Championnat | Championnat | Coupe(s) nationale(s) | Coupe(s) nationale(s) | Compétition(s) continentale(s) | Compétition(s) continentale(s) | Compétition(s) continentale(s) | Algérie | Algérie | Total | Total |
| Saison                | Club                     | Division              | M.          | B.          | M.                    | B.                    | Comp.                          | M.                             | B.                             | M.      | B.      | M.    | B.    |
| 2003-2004             | Watford FC               | First Division        | 9           | 1           | -                     | -                     | -                              | -                              | -                              | -       | -       | 9     | 1     |
| 2004-2005             | Watford FC               | Championship          | 28          | 1           | 8                     | 2                     | -                              | -                              | -                              | -       | -       | 36    | 3     |
| 2005-2006             | Watford FC               | Championship          | 5           | 0           | 2                     | 1                     | -                              | -                              | -                              | -       | -       | 7     | 1     |
| 2005-2006             | Swindon Town (prêt)      | League One            | 13          | 2           | 2                     | 1                     | -                              | -                              | -                              | -       | -       | 15    | 3     |
| 2005-2006             | Watford FC               | Championship          | 9+1         | 1+0         | -                     | -                     | -                              | -                              | -                              | -       | -       | 10    | 1     |
| 2006-2007             | Watford FC               | Premier League        | 32          | 5           | 6                     | 2                     | -                              | -                              | -                              | 2       | 0       | 40    | 7     |
| 2007-2008             | Fulham FC                | Premier League        | 20          | 1           | 2                     | 0                     | -                              | -                              | -                              | 3       | 1       | 25    | 2     |
| 2008-2009             | Charlton Athletic (prêt) | Championship          | 25          | 4           | 2                     | 0                     | -                              | -                              | -                              | -       | -       | 27    | 4     |
| 2008-2009             | Birmingham City (prêt)   | Championship          | 16          | 1           | -                     | -                     | -                              | -                              | -                              | 4       | 0       | 20    | 1     |
| 2009-2010             | Sivasspor                | Süper Lig             | -           | -           | -                     | -                     | C3                             | 1                              | 0                              | 1       | 0       | 2     | 0     |
| 2009-2010             | Blackpool FC             | Championship          | 19          | 1           | 1                     | 0                     | -                              | -                              | -                              | 5       | 1       | 25    | 2     |
| 2010-2011             | AC Arles-Avignon         | Ligue 1               | 9           | 1           | -                     | -                     | -                              | -                              | -                              | -       | -       | 9     | 1     |
| 2010-2011             | Millwall FC (prêt)       | Championship          | 12          | 1           | -                     | -                     | -                              | -                              | -                              | -       | -       | 12    | 1     |
| 2011-2012             | Millwall FC              | Championship          | 26          | 2           | 6                     | 1                     | -                              | -                              | -                              | 4       | 1       | 36    | 4     |
| 2012-2013             | Racing de Santander      | Liga Adelante         | 17          | 0           | 2                     | 1                     | -                              | -                              | -                              | 3       | 0       | 22    | 1     |
| 2013-2014             | ES Sétif                 | Ligue 1               | 4           | 0           | 1                     | 0                     | -                              | -                              | -                              | -       | -       | 5     | 0     |
| 2014-2015             | Red Star FC              | National              | 28          | 7           | 6                     | 4                     | -                              | -                              | -                              | -       | -       | 34    | 11    |
| 2015-2016             | Red Star FC              | Ligue 2               | 35          | 10          | 2                     | 0                     | -                              | -                              | -                              | -       | -       | 37    | 10    |
| 2016-2017             | Red Star FC              | Ligue 2               | 17          | 3           | 2                     | 0                     | -                              | -                              | -                              | -       | -       | 19    | 3     |
| 2016-2017             | Étoile du Sahel          | Ligue I Pro           | 11          | 1           | 1                     | 0                     | LCC                            | 5                              | 3                              | -       | -       | 17    | 4     |
| 2017-2018             | Tours FC                 | Ligue 2               | 16          | 0           | 2                     | 2                     | -                              | -                              | -                              | -       | -       | 18    | 2     |
| Total sur la carrière | Total sur la carrière    | Total sur la carrière | 352         | 42          | 45                    | 14                    | -                              | 6                              | 3                              | 22      | 3       | 425   | 62    |

## Palmarès

### En club
- Red Star FC

- - Champion de National : 2015
  - Trophées UNFP : Équipe-type de Ligue 2 2016

- Watford FC
  - Vainqueur des play-offs d’accession en Premier League en 2006

- Birmingham City
  - Vice-champion de Championship : 2009